# Priority Records
Priority Records er et amerikansk-baseret pladeselskab, ejet og brugt af EMI, der har lavet en navn til sig ved primært at beskæftige sig med hiphopmusik. Selskabet blev grundlagt i 1985 i Los Angeles af tre tidligere K-tel chefer: Bryan Turner, Mark Cerami og Steve Drath. Priority har også stået for distribution for andre selskaber som Ruthless Records, Rhyme $yndicate Records, Death Row Records, Wu-Tang Records, Rawkus Records, No Limit Records og Roc-A-Fella Records. De har også udgivet soundtracket til Training Day, der udkom i 2001.

## Kunstnere
Følgende kunstnere har alle haft optagelser på Priority Records:
- Snoop Dogg, formand ifølge hiphopdx.com
- Ja Rule (i forbindelse med Mpire Entertainment)
- Egyptian Lover
- Al Kapone
- Anotha Level

Tidligere kunstnere
- Daz Dillinger
- Bad Azz
- Lil' ½ Dead
- Dr. Dre
- Don Jagwarr
- Eazy-E
- MC Ren
- Ice Cube
- Da Lench Mob
- N.W.A
- Westside Connection
- WC
- 11/5
- C-Murder
- The California Raisins
- The BUMS
- Ice T
- Choclair
- Organized Konfusion
- MC Eiht
- Paris
- Mack 10
- Magnapop
- DeVante Swing
- Ken Marlon Charles
- Lil Zane
- Paul Cullen